# Louis-Antoine Colson
Louis-Antoine Colson, francoski general, * 27. oktober 1875, Toul, † 7. marec 1951, Pariz.